# 100 Demons
100 Demons ist eine US-amerikanische Metalcore- und Hardcore-Punk-Band aus Waterbury, Connecticut, die im Jahr 1998 gegründet wurde.

## Geschichte
Die Band wurde im Jahr 1998 von dem Schlagzeuger Rich Rosa und dem Gitarristen Jeremy „Bubba“ Braddock gegründet. Noch im selben Jahr folgte das Demo We Are Forsaken, worauf der Gitarrist Sean Martin und der Bassist Jay McGuire zu hören waren. Kurze Zeit später kam Bruce LePage als neuer Sänger und Steve Karp als neuer Bassist zur Band, während Rick Brayall als zweiter Gitarrist zur Besetzung kam. Im Jahr 2000 folgte das Debütalbum In the Eyes of the Lord über Goodlife Recordings. Danach verließ Sänger LePage die Band wieder und wurde durch weitere Besetzungswechsel des Sängerpostens durch Pete Morcey ersetzt. Unter der Leitung des Produzenten Zeuss nahm die Band dann in den Planet Z Studios ihr selbstbetiteltes zweites Album auf, das im Jahr 2004 über Deathwish Inc. vertrieben wurde. Als neuer Bassist wirkte hierauf Erik Barret mit. Im November 2004 schlossen sich Auftritte zusammen mit Donnybrook und Cast Aside in den USA und Mexiko an. Im Januar des Folgejahres hielt die Band dann Auftritte zusammen mit Champion, Outbreak und Down to Nothing ab, ehe sich im November Konzerte mit Cast Aside und The Dreams You Die In anschließen sollten. Am 1. November ließ die Band jedoch verlauten, dass sie aus persönlichen Gründen bis auf weiteres keine weiteren Touren abhalten könne. Im Jahr 2006 verließ der Sänger Pete Morcey die Band, woraufhin LePage zur Band zurückkehrte, die er Mitte 2007 wieder verließ und erneut durch Morcey ersetzt wurde. Daraufhin schlossen sich gelegentliche Konzerte und Auftritte auf diversen Festivals an.

## Stil
Die Band spielte auf ihrem Debütalbum Hardcore-Punk, der zudem auch teilweise mit Metal-Elementen durchsetzt wurde. Charakteristisch sind auf dem Album vor allem der Einsatz von Doublebass, sowie die Verwendung von Gitarrensoli. Das Album lässt sich mit den Werken von Hatebreed oder Pro-Pains Veröffentlichung The Truth Hurts vergleichen. Auf ihrem selbstbetitelten Album spielte die Band eine Mischung aus metallischen und klassischen Hardcore. Der Einsatz von Breakdowns ist zudem charakteristisch. Außerdem werden gelegentlich Elemente aus der Rockmusik verwendet. Der Gesang auf dem Album erinnert an Pro-Pain. Im Metal Hammer wird das Album als eine Mischung aus Hatebreed, Madball und Biohazard beschrieben. Zudem würde es sowohl NYHC-Fans als auch Metalcore-Hörern gefallen.

## Diskografie
- 1998: We Are Forsaken (Demo, Eigenveröffentlichung)
- 2000: In the Eyes of the Lord (Album, Goodlife Recordings)
- 2004: 100 Demons (Album, Deathwish Inc.)